# Антонов Ан-14
Антонов Ан-14 „Пчьолка“ (условно наименование на НАТО: Clod) е съветски лек транспортен самолет. Производството започва през 1966 г. и продължава до 1972 година, като са произведени само 340 бройки. Ан-14 не успява да замени напълно успешния биплан Ан-2, който е произвеждан в СССР до 1992 г., в Полша – до 2002 г., в КНР – от 1957 г. под името Yun-5 (Y-5).
Наследникът на Ан-14 е Антонов Ан-28, който има турбовитлови двигатели. Към 2013 г. той все още се произвежда във фабриките PZL в Полша под обозначението PZL M28 Skytruck.
Поради изключително стабилните си характеристики, с Ан-14 може да лети всеки, който е изкарал няколко часа тренировъчни полети.
Последният възстановен от музеен експонат полетен екземпляр на Ан-14 излита на 9 декември 1999 г. от изпитателното летище на Арсеневския авиационен завод „Прогресс“ (гр. Арсенев, Приморски край). По време на полета, в сложни метеорологични условия (силен снеговалеж), самолетът докосва с крилото си дървета по склона на хълм и се разбива. Загиват трима от намиращите се там шестима летци от елита на приморската професионална авиация.
В Авиомузей Бургас може да бъде видян Антонов Ан-14, модификация А, с държавен регистрационен знак LZ-7001.

## Характеристики
- Екипаж: 1 – 2 души
- Двигатели: бутални, радиални, Ивченко Аи-14РФ, 2x300 к.с.
- Дължина: 11,36 м
- Височина: 4,36 м
- Размах: 22 м
- Площ на крилете: 39,7 м²
- Тегло празен: 2600 кг
- Тегло пълен: 3450 кг
- Максимална полетна маса: 3630 кг
- Натоварване на крилата: 87 кг/м²
- Крайсерска скорост: 170 – 180 км/ч
- Скорост при кацане: 78 км/ч
- Дължина на пистата при излитане и кацане: 100 м
- Максимална далечина на полета: 680 км
- Далечина на полета с товар: 470 км
- Таван: 5200 м
- Подемност: 5,3 м/с
- Вместимост: 7 – 9 пътника или 600 кг товар

## Оператори
Афганистан
- Военновъздушните сили на Афганистан използват 12 Ан-14 от 1985 до 1991 г.

 ГДР
- Военновъздушни сили на Източна Германия

 Гвинея
 СССР
- Военновъздушни сили на СССР
- Аерофлот

 България
- БГА Балкан Българска гражданска авиация
- България.14-и Транспортен авиополк. Санитарна авиация към БГА